# 고흥 능가사 동종
고흥 능가사 동종(高興 楞伽寺 銅鍾)은 대한민국 전라남도 고흥군 능가사에 있는 조선시대의 동종이다. 2008년 3월 12일 대한민국의 보물 제1557호로 지정되었다.

## 개요
현존하는 김애립(金愛立)의 작품 가운데 가장 뒤늦은 시기인 1698년에 제작된 작품이지만, 그의 작품 중에서 가장 뛰어난 역량을 보여주는 대표작으로 평가된다. 종신의 전체적인 외형은 상부가 좁고 아래로 가면서 점차 넓게 벌어져 여수 흥국사 동종과 유사하며, 용뉴는 쌍룡(雙龍)으로 구성되었다. 연곽대와 연곽대 사이에는 4구의 보살입상이 유려한 모습으로 부조되었고, 종신 한쪽에는 왕실의 안녕을 기원하는 전패(殿牌)가 마련되었다.
이 종은 용뉴의 웅건한 표현과 단정한 보살입상, 세부 문양의 정교함 등 김애립 범종의 완숙한 기량이 유감없이 발휘된 17세기를 대표하는 범종으로 꼽기에 손색이 없는 수작이다.
종신에 ‘康熙三十七年戊寅三月日 興陽八影山楞伽寺…’라는 문구가 있어 1698년(조선 숙종 24년)에 만들어진 범종임을 알 수 있다.

## 세부 모습
높이는 154cm, 입술 지름은 101.5cm(1구)이다. 쌍용으로 정상에 여의주를 물고 있으며, 음관(용통)을 두지 않고 조그마한 운형 구멍으로 대신하고 있다. 천판은 이중의 연꽃무늬를 조각하였는데, 상단은 16엽이고 하단은 활짝핀 무늬이다. 그 밑으로 보이는 상대에는 범자문을 돌렸으며, 4면이 장방형인 유곽 안에 9개의 유두를 뚜렷하게 조각했다. 양 옆에는 천의를 걸친 보살입상과 문짝 모양을 장식하였는데, 그 안에 ‘주상전하수만세’라는 문구가 양각되었다. 또 종신 중앙부에는 주역에서 나타나는 전양인 건에서 전음인 곤에 이르기까지의 팔괘를 양각으로 둘렀는데, 이는 조선 범종에서 볼 수 없는 특이한 점이라 할 수 있다. 팔괘 밑으로 음각의 명문대가 있는데, 여기에 능가사 창건주인 정현대사의 이름이 보인다. 하대로 내려와서는 두 줄의 띠를 둘렀고 그 안에 꽃잎과 당초문대를 돌렸다.

## 사진

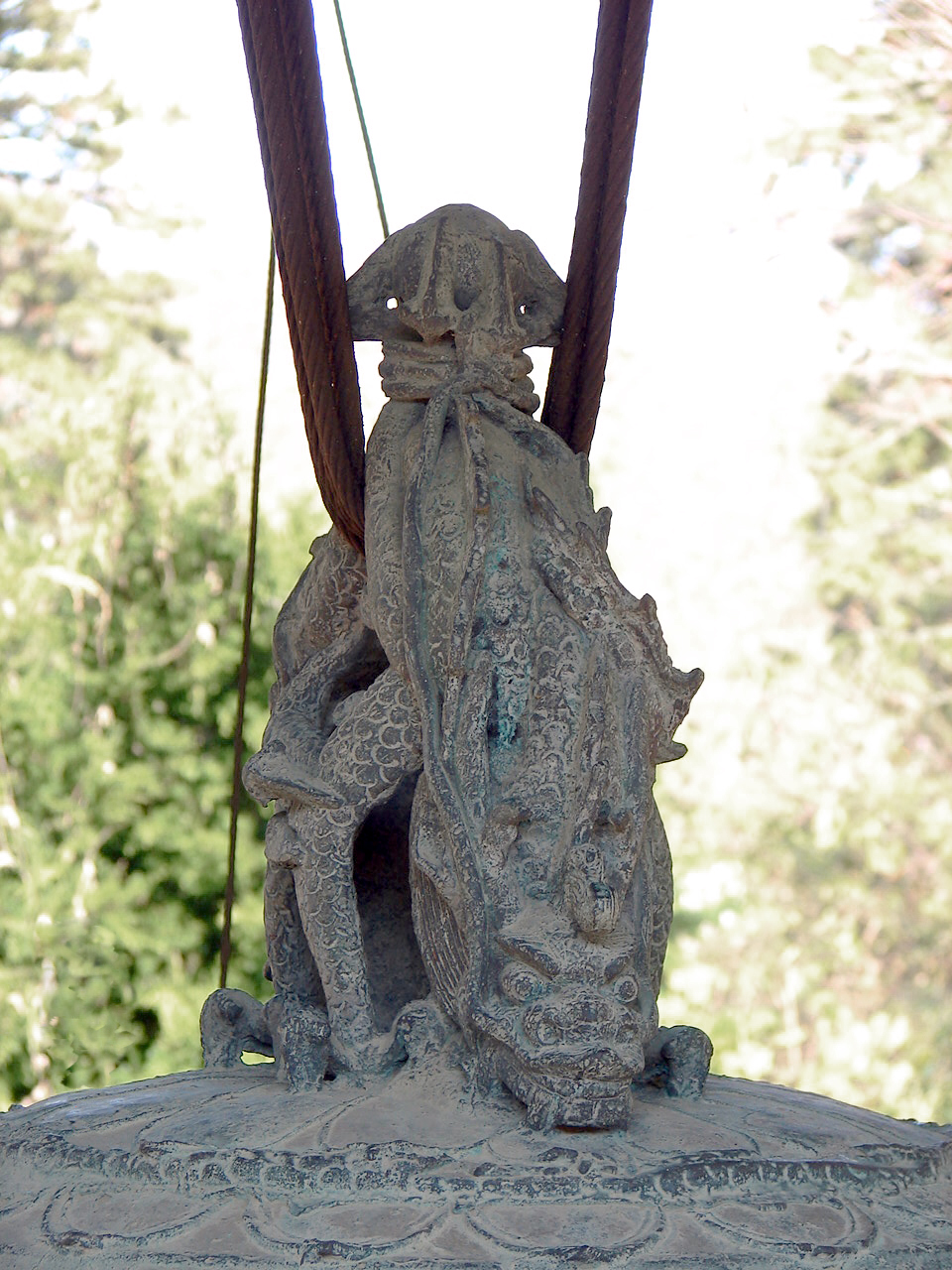
용뉴
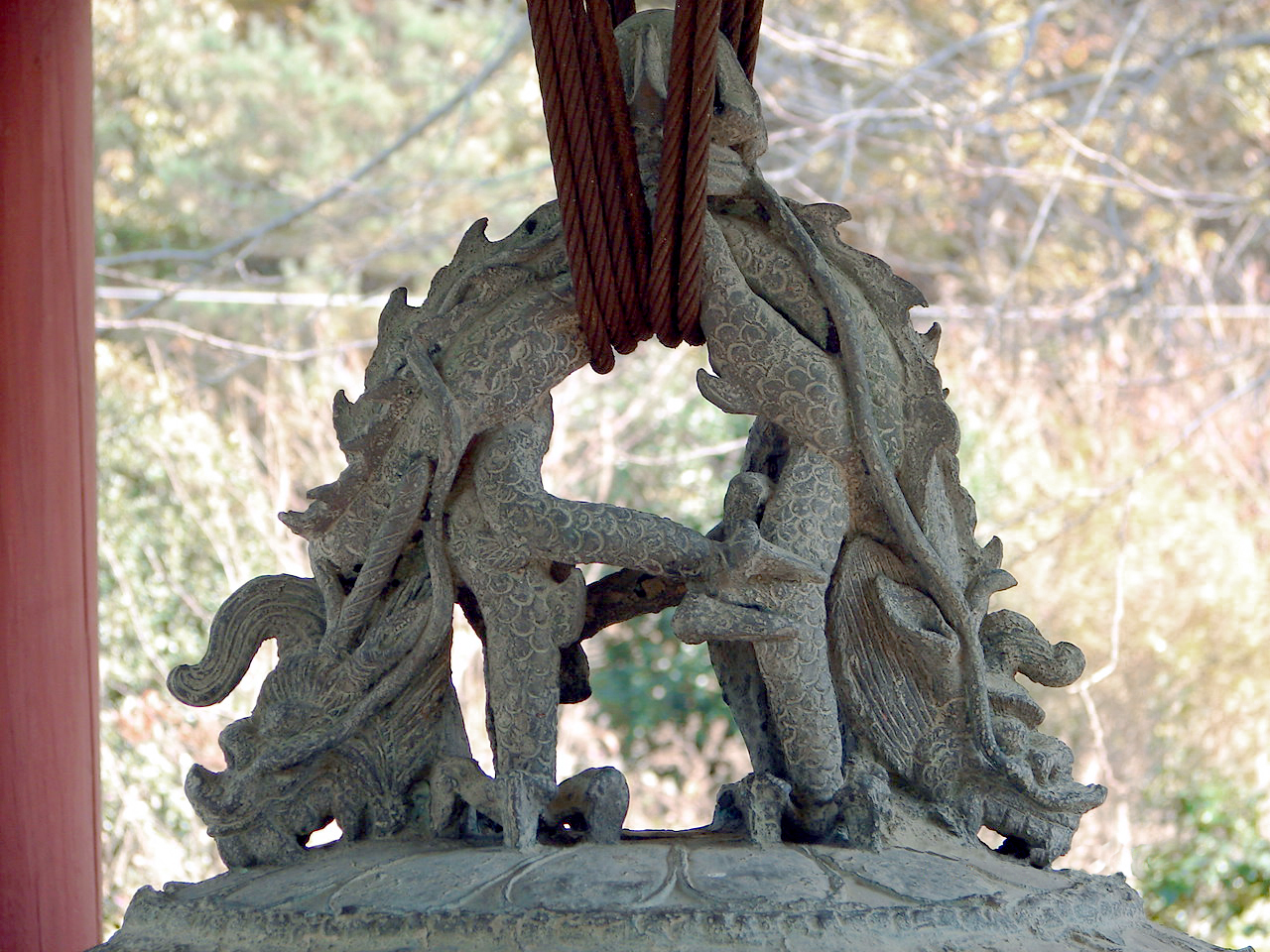
용뉴
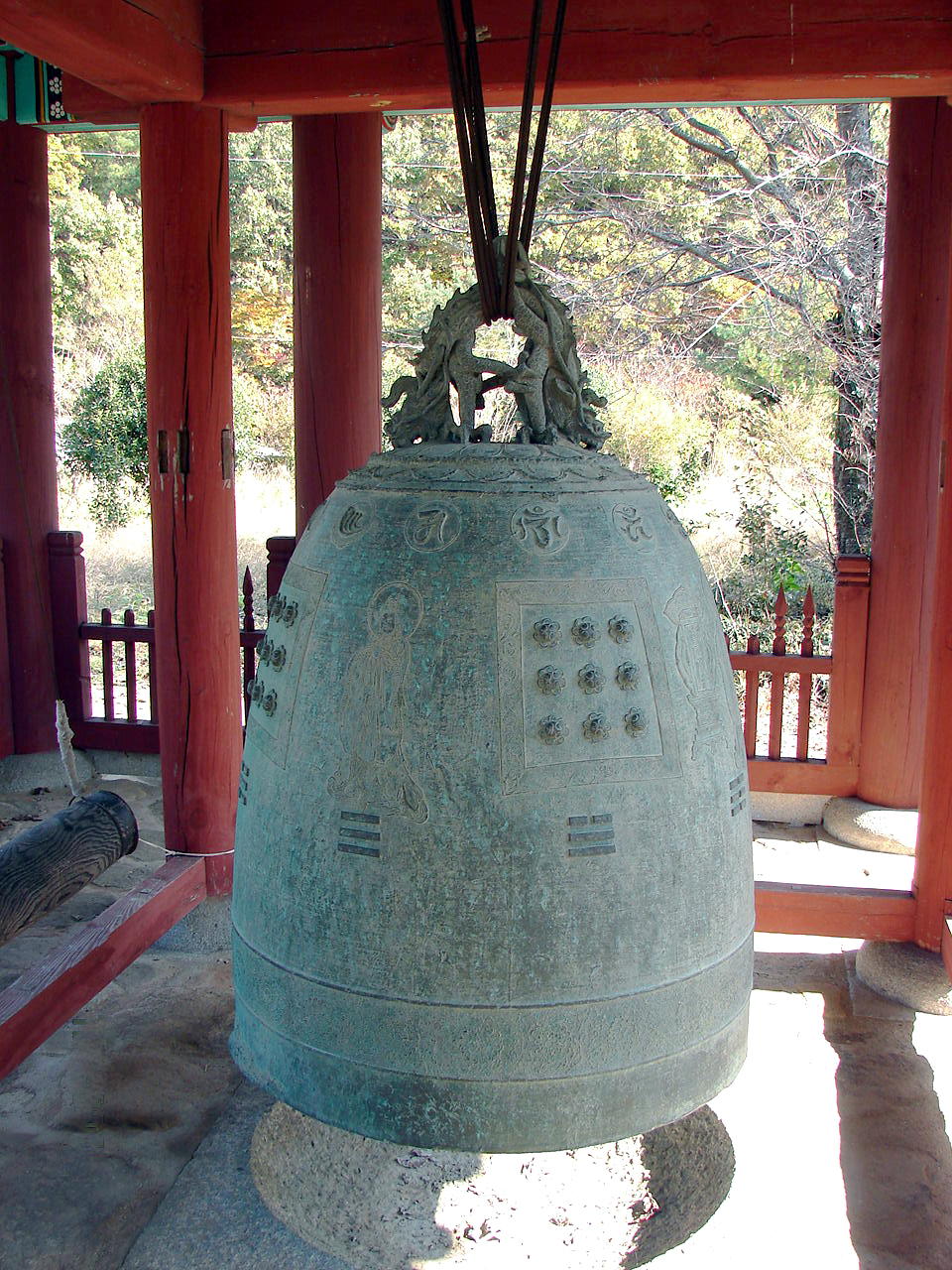

## 참고 문헌
- 고흥 능가사 동종 - 국가유산청 국가유산포털
- 이 문서에는 다음커뮤니케이션(현 카카오)에서 GFDL 또는 CC-SA 라이선스로 배포한 글로벌 세계대백과사전의 내용을 기초로 작성된 글이 포함되어 있습니다.